# 拉德西卡·阿普泰
拉德西卡·阿普泰（英語：Radhika Apte，1985年9月7日—）是印度裔的電影及舞台劇女演員。阿普泰在印度马哈拉施特拉邦的浦那長大，一開始是在她家鄉的Aasakta劇團中演出。阿普泰首次電影演出是在2005年宝莱坞的奇幻電影《哇！这就是生活》。
阿普泰第一次擔任主要角色的電影是2009年孟加拉语的社會電影《无尽的等待》（Antaheen），第一部馬拉地語的電影是2009年的浪漫悲劇《Samaantar》。阿普泰在2015年開始在宝莱坞走紅，拍攝了驚悚電影《复仇之城》（Badlapur）及喜劇《Hunterrr》、《印度愚公》（Manjhi - The Mountain Man），在2016年拍攝心理驚悚電影《Phobia》，受到普遍的讚賞。後來又在二部電影中擔任主要角色，2014年馬拉地語的驚悚電影《为愛而戰》（Lai Bhaari）及2016年泰米爾語的黑幫電影《卡巴里》（Kabali）。

## 外部連結
- 拉德西卡·阿普泰在互联网电影资料库（IMDb）上的資料（英文）